# Teoria de la vida en cercle
La Teoria de la vida en cercle va ser proposada per Elfreda A. Chatman en el marc de la seva investigació sobre el comportament informacional d'individus que formen part de grups minoritaris.

## Història
Tot treballant en un pla de foment de la lectura entre la població més desafavorida, Elfreda A. Chatman es va adonar del risc de creixement de la fractura digital. Per això va iniciar investigacions sobre els processos de recerca i recuperació d'informació en grups de població molt definits com podien ser dones separades, jubilats o gent gran.
Un d'aquests estudis es va dirigir a les recluses d'una presó de màxima seguretat del nord-est dels Estats Units. Després d'observar les internes (va entrevistar-ne a 80), Chatman va comprovar que defugien cercar informació en el món exterior, sobre el que no tenien cap mena de control, i que, en canvi, donaven una gran importància als patrons de vida diària, relacions i assumptes que entren dins de l'àmbit penitenciari.
Les internes formaven un "món petit", una comunitat tancada en la qual les normes pròpies determinen la importància d'una informació. És a dir, les informacions que afectaven les internes augmentaven en importància, mentre que la informació exterior esdevenia insignificant. En definitiva, en tant que les internes a la presó no se sentien "part del món" (que les definiria com a forasteres), no tenien la necessitat d'obtenir informació de l'exterior i encara menys de cercar-la. Conformaven, d'aquesta manera, un grup tancat en el que es desafavoria el procés de cerca d'informació.
Aquesta informació fou la base amb la qual Chatman va formular la seva Teoria de la vida en cercle.

## La teoria de la vida en cercle
L'any 1999 Elfreda Chatman va publicar "A Theory of Life in the Round" a Journal of the American Society for Information Science and Tecnhnology.
La teoria de la vida en cercle es fonamenta en quatre aspectes bàsics:
- Normes socials: hem d'entendre les coses bones i dolentes d'un “món petit”, com es donen les conductes socials en el seu món, la seva ideologia, la forma d'actuar, la seva vestimenta i la conducta acceptable en aquell món concret.
- Visió del món: la manera de percebre l'estructura del món de “fora”. La visió dels membres d'un món social petit sobre les seves prioritats, la participació en la societat tradicional, els seus coneixements sobre els mons, i les seves normes.

- Tipus socials: com són percebuts i definits al món social tradicional, els de “fora”? Establir la dinàmica social de cada petit món social.
- Patrons de conducta informatiu: com busquen la informació i quins són els seus canals per reunir la informació requerida. La cerca formal pot ser a través de la biblioteca.

El concepte “món petit” o “món social” sorgeix a finals de 1930 i ha estat nomenat de manera diferent en transcórrer els anys. Aquest concepte fou desenvolupat inicialment per la sociologia per autors com ara Unruh, Luckmann, Chatman, Burnett, Jaegeri Thompson.
La concepció de Chatman sobre “món social”  és la manera explícita en què cada persona s'apropa a la informació i s'ocupa d'ella a partir del seu context i la seva interacció social. Així la seva visió del món té un impacte en els individus, en una escala de valors, manera de pensar i en l'interès pels esdeveniments fora dels seus límits d'acció (destriar el valor de cada esdeveniment).
Aquesta teoria determina que els aspectes que condicionen la cerca o no d'informació estan influenciats per la pertinença dels individus a un món petit en el que comparteixen una mateixa visió: tenen una visió en comú, un recull de normes socials, una visió al món exterior i construeixen una sèrie de tipus socials. Segons la Teoria de la vida en cercle, aquests elements que desincentiven la recerca d'informació es podrien convertir en normes culturals en grups tancats, i aquestes normes culturals podrien desincentivar la cerca d'informació que, en cas de buscar-se, podria ser útil per a les persones d'aquell grup. Chatman  conclou que la vida en cercle desafavoreix el comportament de la cerca d'informació, ja que no fa necessari la recerca d'informació externa. En definitiva, aquesta teoria alerta que certs grups redefineixen el seu àmbit social, es construeixen una "vida en cercle", que els dona certesa però que els allunya cada vegada més de la informació més enllà del seu cercle.

## Relació amb el comportament informacional
La teoria de la vida en cercle contempla el comportament informacional dels individus des d'un punt de vista social; en aquest sentit es diferencia d'altres teories que en fan un enfocament cognitiu, com ara el model d'Ellis (1989) o el Procés de cerca d'informació de Kuhlthau(1991) o multifacetat, com ara el model de Comportament Informacional dels professionals de Leckie, Pettigrew y Sylvain (1996) i els horitzons d'informació de Sonnenwald (1999).
Així la teoria de la vida en cercle adopta un punt de vista social que parteix de la realitat de l'individu i la manera en què aquesta realitat condiciona la seva forma d'actuar amb relació a la informació i al seu comportament de cerca.

## Obres
- The diffusion of information among the working poor. Ann Arbor, Mich.: University Microfilms International, 1984.

- "Field Research: Methodological Themes." Library and Information Science Research, An International Journal 6, no. 4 (1984) 425–38.

- "Information, Mass Media Use, and the Working Poor." Library and Information Science Research 7, no. 2 (1985) 97–113.

- "Diffusion Theory: A review and test of a conceptual model in information diffusion." Journal of the American Society for Information Science 37, no. 6 (1986) 377–386.

- "Opinion Leadership, Poverty, and Information Sharing." Reference Quarterly 26, no. 3 (1987) 341–53.

- "The Information World of Low-Skilled Workers." Library and Information Science Research 9, no. 4 (1987) 265–83.

- "Life in a Small World: Applicability of Gratification Theory to Information-Seeking Behavior." Journal of the American Society for Information Science 42, no. 6 (1991) 438–449. doi:10.1002/(SICI)1097-4571(199107)42:6<438::AID-ASI6>3.0.CO;2-B

- "Alienation theory: Application of a conceptual framework to a study of information among janitors." Reference Quarterly 29, no. 3 (1990) 355.

- "Channels to a Larger Social World: Older Women Staying in Contact with the Great Society." Library and Information Science Research 13, no. 3 (1991) 281–300.

- The information world of retired women. New York: Greenwood Press, 1992.

- "The Role of Mentorship in Shaping Public Library Leaders." Library Trends 40, no. 3 (1992) 492–512.

- "The Impoverished Life-World of Outsiders," Journal of the American Society for Information Science 47, no. 3 (1996) 193–206.

- "A Theory of Life in the Round". Journal of the American Society for Information Science and Technology 50 (3): 207–217. 1999.

- amb Huotari,Maija-Leena. "Using everyday life information seeking to explain organizational behavior." Library & Information Science Research 23, no. 4 (2001) 351–366.

- amb Burnett, Gary and Michele Besant. "Small Worlds: Normative behavior in virtual communities and feminist bookselling." Journal of the American Society for Information Science and Technology 52, no. 7 (2001) 536–547.

- amb Dawson, E. Murrell. "Reference group theory with implications for information studies: a theoretical essay." Information Research: an international electronic journal 6, no. 3 (2001) 105.